# 鳥沢駅
鳥沢駅（とりさわえき）は、山梨県大月市富浜町鳥沢にある、東日本旅客鉄道（JR東日本）中央本線の駅。駅番号はJC 30。

## 歴史
- 1902年（明治35年）
  - 6月1日：国有鉄道中央東線（路線名称の制定は1909年〈明治42年〉10月12日）上野原駅 - 当駅間の開通と同時に開業[2][3]。旅客および貨物の取り扱いを開始[2]。
  - 10月1日：当駅 - 大月駅間が開通[4]。
- 1960年（昭和35年）4月20日：貨物の取り扱いを廃止[2]。
- 1984年（昭和59年）2月1日：荷物の扱いを廃止[2]。
- 1987年（昭和62年）4月1日：国鉄分割民営化により、JR東日本の駅となる[2][5]。
- 2001年（平成13年）11月18日：ICカード「Suica」の利用が可能となる。
- 2002年（平成14年）6月1日：開業100周年。記念イベントを開催。
- 2009年（平成21年）5月31日：みどりの窓口の営業を終了。
- 2015年（平成27年）
  - 11月19日：駅舎改築工事に着手[6]
  - 12月1日：無人化[7]。
- 2016年（平成28年）3月2日：改修工事により新駅舎が竣工し、利用を開始[8]。同時に旧駅舎の解体工事に着手[8]。
- 2019年（令和元年）10月1日：名誉駅長を配置[9]。

## 駅構造
島式ホーム1面2線と下りの貨物列車用の待避線を持つ地上駅であったが、現在は待避線が撤去されており、停留所となっている。ホームは嵩上げされていない。ホームと駅舎との間は跨線橋で連絡している。木造駅舎を持ち、改札口は有人通路のみである。有効長は、中央線快速電車の2階建てグリーン車2両連結した12両編成に対応するため、2024年（令和6年）10月12日までに12両編成対応のホームの延伸を完了し、翌日10月13日より快速電車における12両編成の運転が開始された。
無人駅で、無人化直前は大月駅が管理する業務委託駅（JR東日本ステーションサービス委託）であった。自動券売機と簡易Suica改札機が設置されている。みどりの窓口は2009年（平成21年）5月31日で営業を終了した。その後、駅および駅周辺の美化活動を行うボランティアとして、JR東日本OBに名誉駅長を委嘱している。
2016年（平成28年）には、旧木造駅舎（約322平方メートル）を解体し、新たな駅舎を建設した。新たな駅舎は国道20号からの視認性などを配慮し建物の隅に御影石を用いたデザインとした。また、建物を一つの屋根で覆い、その下に施設を構成する配置とし、通行スペースにおいては透明アクリル板を用いて開放感を演出するつくりとした。
新駅舎には客用トイレが設置されておらず、地元住民や大月市はJR側にトイレ設置を求めるとともに、駅利用者に対して当初は近くの小学校のプールのトイレを開放し、2016年（平成28年）6月から同小学校敷地内に仮設トイレを設置していたが、大月市により駅前広場に公衆トイレが設置され、2017年（平成29年）9月15日より供用開始となった。

### のりば
| 番線 | 路線     | 方向 | 行先                   |
| ---- | -------- | ---- | ---------------------- |
| 1    | 中央本線 | 上り | 高尾・八王子・新宿方面 |
| 2    | 中央本線 | 下り | 大月・甲府・小淵沢方面 |

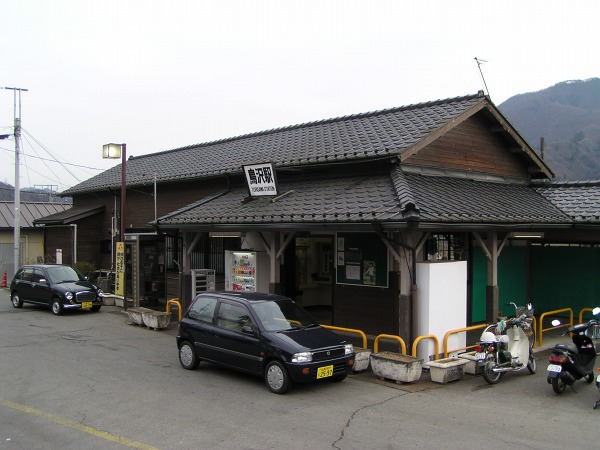
旧駅舎（2006年1月）
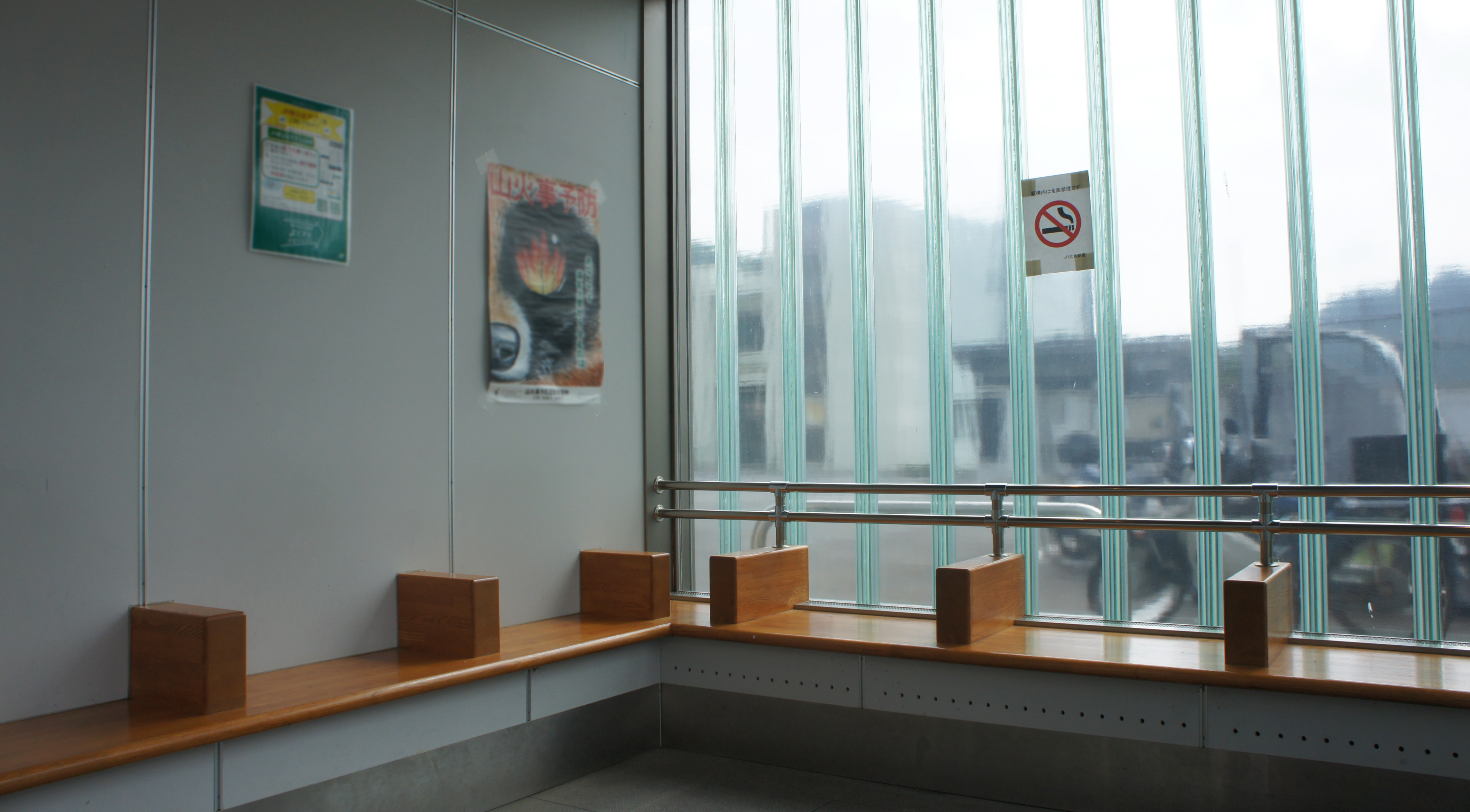
待合室内観（2021年5月）
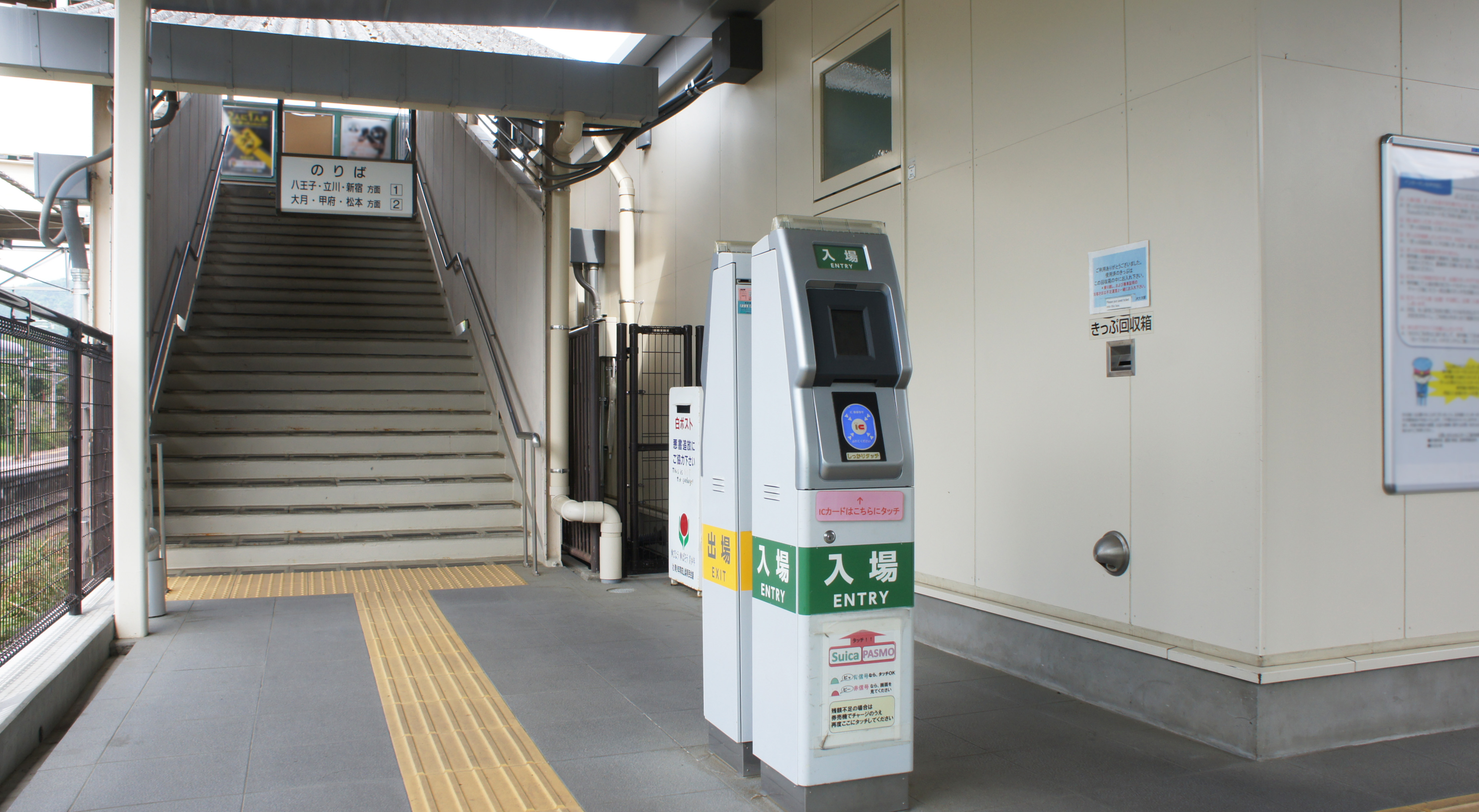
改札口（2021年5月）
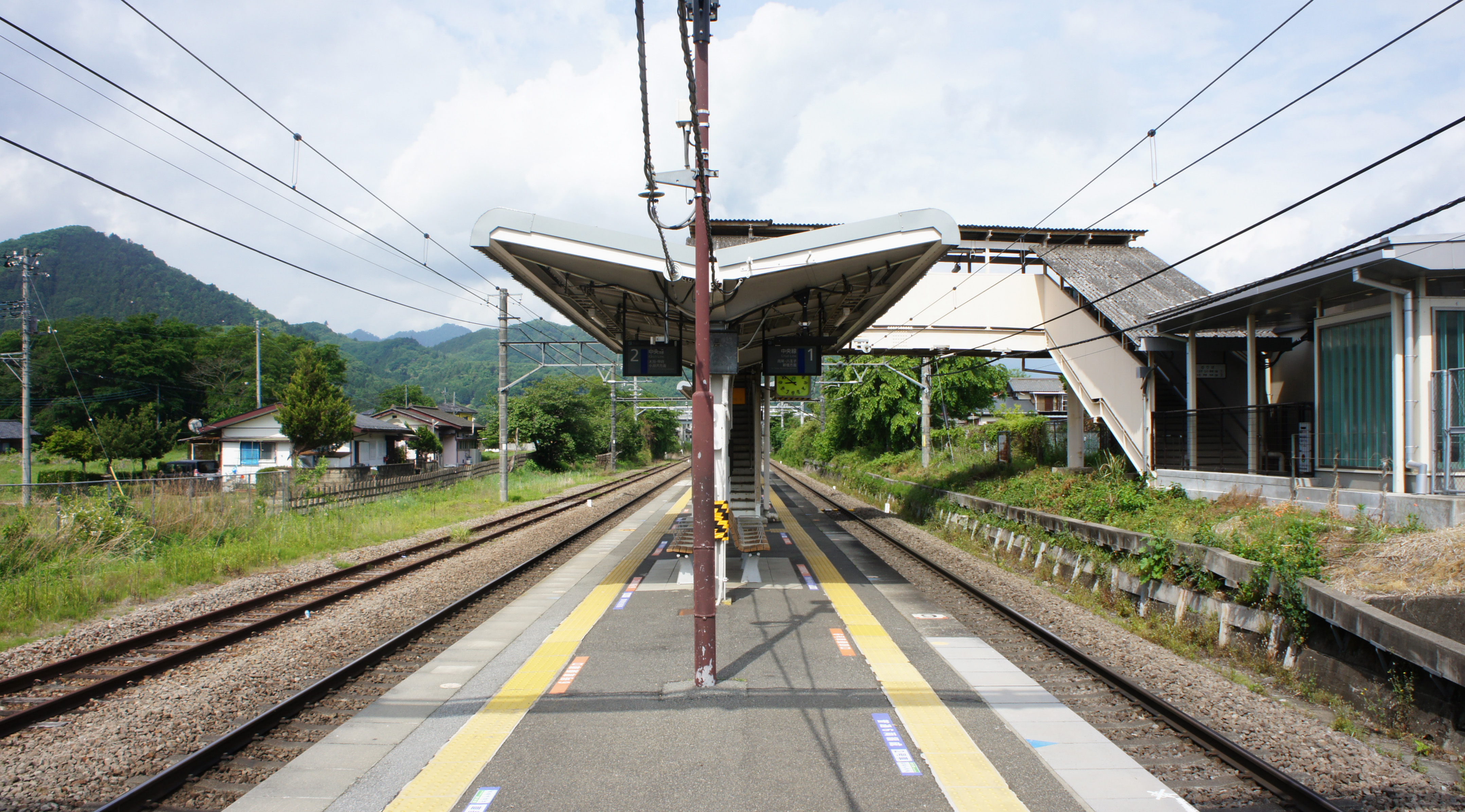
ホーム（2021年5月）
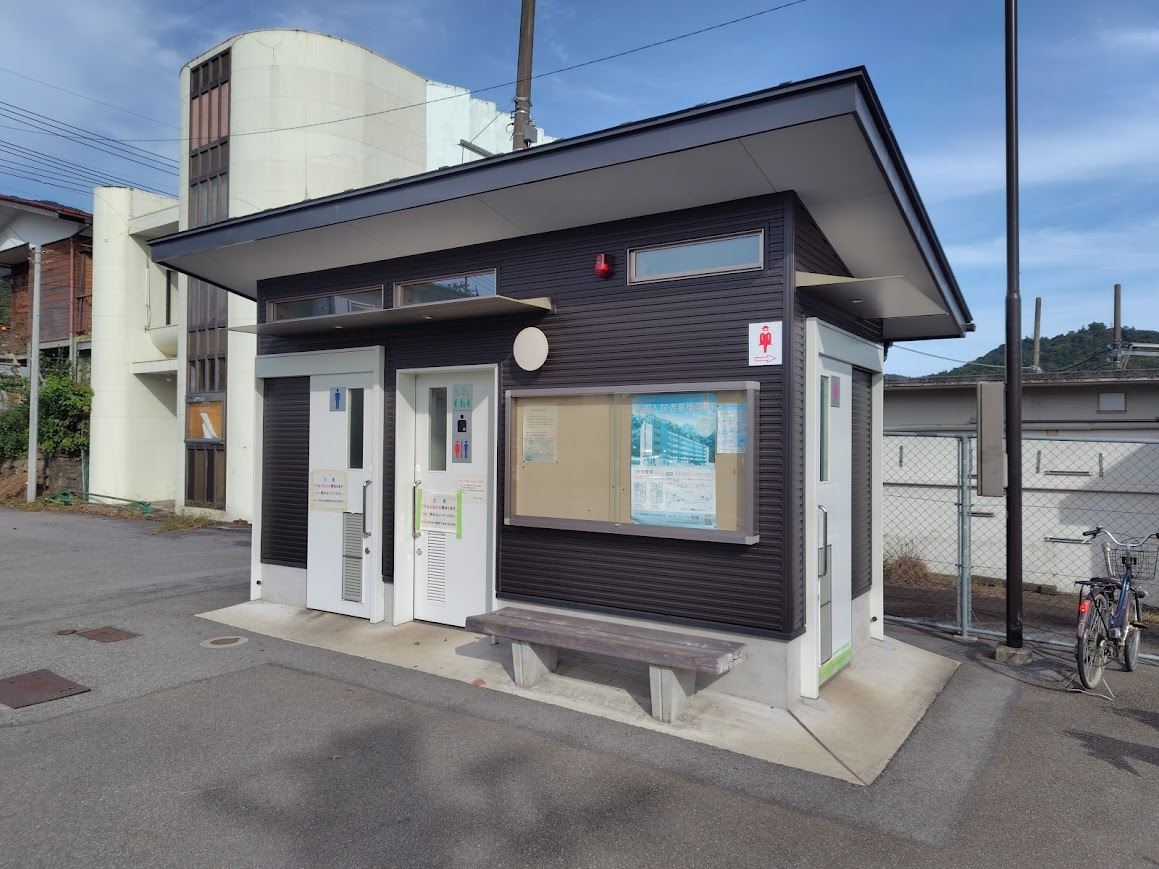
駅前の公衆トイレ（2024年10月）

## 利用状況
JR東日本によると、2000年度（平成12年度）- 2014年度（平成26年度）の1日平均乗車人員の推移は以下のとおりであった。
| 1日平均乗車人員推移 | 1日平均乗車人員推移 | 1日平均乗車人員推移 | 1日平均乗車人員推移 | 1日平均乗車人員推移 |
| 年度                | 定期外              | 定期                | 合計                | 出典                |
| ------------------- | ------------------- | ------------------- | ------------------- | ------------------- |
| 2000年（平成12年）  |                     |                     | 1,269               | [ 利用客数 1 ]      |
| 2001年（平成13年）  |                     |                     | 1,220               | [ 利用客数 2 ]      |
| 2002年（平成14年）  |                     |                     | 1,191               | [ 利用客数 3 ]      |
| 2003年（平成15年）  |                     |                     | 1,182               | [ 利用客数 4 ]      |
| 2004年（平成16年）  |                     |                     | 1,170               | [ 利用客数 5 ]      |
| 2005年（平成17年）  |                     |                     | 1,133               | [ 利用客数 6 ]      |
| 2006年（平成18年）  |                     |                     | 1,101               | [ 利用客数 7 ]      |
| 2007年（平成19年）  |                     |                     | 1,082               | [ 利用客数 8 ]      |
| 2008年（平成20年）  |                     |                     | 1,059               | [ 利用客数 9 ]      |
| 2009年（平成21年）  |                     |                     | 1,008               | [ 利用客数 10 ]     |
| 2010年（平成22年）  |                     |                     | 967                 | [ 利用客数 11 ]     |
| 2011年（平成23年）  |                     |                     | 944                 | [ 利用客数 12 ]     |
| 2012年（平成24年）  | 292                 | 634                 | 926                 | [ 利用客数 13 ]     |
| 2013年（平成25年）  | 279                 | 624                 | 904                 | [ 利用客数 14 ]     |
| 2014年（平成26年）  | 277                 | 594                 | 871                 | [ 利用客数 15 ]     |

## 駅周辺
周辺は旧甲州街道の鳥沢宿にあたり、古い建物も多い。
また、駅から大月駅方向に進んだ新桂川橋梁の下は、一定の集落となっている。
- 国道20号
- 大月市民総合体育館
- 鳥沢郵便局
- 扇山登山口

### バス路線
最寄り停留所は、国道20号線上にある鳥沢駅前となる。富士急バスにより、新倉・山谷方面や猿橋駅・大月駅・大月中央病院方面へと結ぶ路線バスが運行されている。また、4月 - 7月および、9月 - 11月の土曜日・休日には、扇山登山口へのハイキングバスが1本運行されている。

## 隣の駅
東日本旅客鉄道（JR東日本）
 中央本線
■通勤特快（上りのみ）・■中央特快・■通勤快速（下りのみ）・■快速・■普通
梁川駅 (JC 29) - 鳥沢駅 (JC 30) - 猿橋駅 (JC 31)

### 記事本文
1. 1 2 3 4 5 6 7  『週刊 JR全駅・全車両基地』 46号 甲府駅・奥多摩駅・勝沼ぶどう郷駅ほか79駅、朝日新聞出版〈週刊朝日百科〉、2013年7月7日、19頁。
2. 1 2 3 4 5 6  石野哲 編『停車場変遷大事典 国鉄・JR編 II』（初版）JTB、1998年10月1日、180頁。ISBN 978-4-533-02980-6。
3. ↑  「逓信省告示第238号」『官報』1902年5月23日（国立国会図書館デジタルコレクション）
4. ↑  歴史でめぐる鉄道全路線 国鉄・JR 5号、22頁
5. ↑  歴史でめぐる鉄道全路線 国鉄・JR 5号、27頁
6. ↑  「鳥沢駅のトイレ設置署名活動 富浜全世帯を対象」『山梨日日新聞』山梨日日新聞社、2015年11月28日、朝刊、25面。
7. ↑  「「鳥沢駅にトイレ必要」住民、設置求め署名活動」『山梨日日新聞』山梨日日新聞社、2015年11月26日、朝刊、21面。
8. 1 2  「鳥沢駅が完成 乗客用トイレなく」『読売新聞』読売新聞社、2016年3月3日、東京朝刊、33面。
9. 1 2  『中央本線 鳥沢駅に「名誉駅長」を配置します!』（PDF）（プレスリリース）東日本旅客鉄道株式会社八王子支社、2019年9月24日。オリジナルの2019年10月10日時点におけるアーカイブ。2019年10月10日閲覧。
10. ↑  『中央線快速・青梅線でグリーン車サービスを開始します ～快適な移動空間の提供を通じ、輸送サービスの質的変革を目指します～』（PDF）（プレスリリース）東日本旅客鉄道、2024年9月10日。2025年6月14日閲覧。
11. ↑  「中央線 鳥沢駅 - ステーション開発」『鉄道建築ニュース』第802号、鉄道建築協会、2016年9月、26-27頁。
12. ↑  “JR 鳥沢駅のトイレの設置を求める意見書”.   大月市議会 (2015年12月1日). 2022年2月28日閲覧。
13. ↑  「鳥沢駅トイレ小学校プール用を暫定使用」『山梨日日新聞』山梨日日新聞社、2016年3月9日、朝刊、25面。
14. ↑  「鳥沢小に仮設トイレ 大月市駅の利用者向け」『山梨日日新聞』山梨日日新聞社、2016年5月18日、朝刊、19面。
15. ↑  “鳥沢駅のトイレが出来ました!!”.   大月市観光協会 (2017年9月15日). 2022年2月28日閲覧。
16. 1 2  “JR東日本：駅構内図・バリアフリー情報（鳥沢駅）”.   東日本旅客鉄道. 2025年6月15日閲覧。
17. ↑  “（山谷、新倉）～鳥沢駅～富浜中～大月駅 時刻表” (PDF). 路線バス.   富士急バス. 2025年6月14日閲覧。

### 利用状況
1. ↑  “各駅の乗車人員（2000年度）”.   東日本旅客鉄道. 2019年4月21日閲覧。
2. ↑  “各駅の乗車人員（2001年度）”.   東日本旅客鉄道. 2019年4月21日閲覧。
3. ↑  “各駅の乗車人員（2002年度）”.   東日本旅客鉄道. 2019年4月21日閲覧。
4. ↑  “各駅の乗車人員（2003年度）”.   東日本旅客鉄道. 2019年4月21日閲覧。
5. ↑  “各駅の乗車人員（2004年度）”.   東日本旅客鉄道. 2019年4月21日閲覧。
6. ↑  “各駅の乗車人員（2005年度）”.   東日本旅客鉄道. 2019年4月21日閲覧。
7. ↑  “各駅の乗車人員（2006年度）”.   東日本旅客鉄道. 2019年4月21日閲覧。
8. ↑  “各駅の乗車人員（2007年度）”.   東日本旅客鉄道. 2019年4月21日閲覧。
9. ↑  “各駅の乗車人員（2008年度）”.   東日本旅客鉄道. 2019年4月21日閲覧。
10. ↑  “各駅の乗車人員（2009年度）”.   東日本旅客鉄道. 2019年4月21日閲覧。
11. ↑  “各駅の乗車人員（2010年度）”.   東日本旅客鉄道. 2019年4月21日閲覧。
12. ↑  “各駅の乗車人員（2011年度）”.   東日本旅客鉄道. 2019年4月21日閲覧。
13. ↑  “各駅の乗車人員（2012年度）”.   東日本旅客鉄道. 2019年4月21日閲覧。
14. ↑  “各駅の乗車人員（2013年度）”.   東日本旅客鉄道. 2019年4月21日閲覧。
15. ↑  “各駅の乗車人員（2014年度）”.   東日本旅客鉄道. 2019年4月21日閲覧。